# ʿAbd al-Raḥmān ibn Abī Bakr
ʿAbd al-Raḥmān ibn Abī Bakr (in arabo عبد الرحمن بن أبي بكر‎?; La Mecca, ... – 666) è stato un Sahaba.
Figlio primogenito di Abū Bakr, il primo califfo della storia islamica, era figlio anche di Zaynab bt. ʿĀmir, detta Umm Rumān ed era fratello germano di ʿĀʾisha. Con altri tre figli di Abū Bakr, vale a dire ʿAbd Allāh, ʿĀʾisha e Asmāʾ, nacque tra il 595 e il 609. Si dice che avesse un accentuato senso dell'umorismo.
Rimase pagano, col suo nome originario di ʿAbd al-Kaʿba (che gli sarà cambiato più tardi da Maometto) fino all'Accordo di al-Hudaybiyya del 628.

## Partecipazione a battaglie
Combatté da pagano con i guerrieri della sua tribù dei Quraysh, a Badr e sotto l'Uḥud
A Badr ebbe l'occasione di uccidere suo padre, ma non volle farlo. Anni dopo, diventato musulmano, ne informò Il genitore. Suo padre replicò: "Se ne avessi avuto io l'opportunità, non avrei risparmiato te."
Nella battaglia di Uhud, prima che il combattimento iniziasse, s'avanzò verso le file islamiche avversarie e sfidò a singolar tenzone il padre. Abū Bakr accettò la sfida ma Maometto lo fermò, dicendo: "Rinfodera la spada, e lascia che noi possiamo seguitare a fruire dei tuoi saggi consigli".
Dopo essersi convertito, ʿAbd al-Raḥmān prese parte a tutte le restanti battaglie combattute dai musulmani e divenne famoso come un prode guerriero, specialmente nella Conquista musulmana della Siria. Fu uno dei mubārizūn, ossia campioni in combattimento armato, e partecipò a un gran numero di duelli. Le formazioni di mubārizūn dell'esercito califfale erano composte da guerrieri provetti, abili spadaccini, lancieri e arcieri. Sui campi di battaglia, essi avevano lo scopo precipuo di demoralizzare l'esercito nemico prima dell'inizio della battaglia, sfidando i campioni del campo avverso in combattimento.
Nella battaglia della Yamama uccise Muḥakkam b. al-Ṭufayl al-ʿAql, detto Muḥakkam al-Yamāma, comandante in capo delle forze di Musaylima.
Nella battaglia del Yarmuk, il comandante in capo delle forze bizantine scelse cinque guerrieri selezionati tra le sue truppe e fece loro sfidare a duello un numero equivalente di musulmani. Ad accettare fu ʿAbd al-Raḥmān che, a uno a uno, uccise i suoi avversari.
Nella battaglia di Bosra in Siria, entrò in città attraverso un passaggio sotterraneo, aprendo le porte della città per farvi entrare il grosso delle forze musulmane.

## Califfato di Muʿāwiya
ʿAbd al-Raḥmān si oppose alla designazione da parte di Muʿāwiya b. Abī Sufyān del figlio Yazīid a nuovo califfo dopo la sua morte. Quando Marwān b. al-Ḥakam annunciò questa notizia alla popolazione di Medina, provò a legittimare la designazione dicendo che quella era stata la consuetudine (sunna) messa in atto da Abū Bakr e ʿUmar. ʿAbd al-Raḥmān lo smentì, affermando che quella era la consuetudine dei Bizantini e dei Persiani, non dei primi due califfi, e che né Abū Bakr né ʿUmar avevano indicato la loro progenie alla loro successione. Marwān provò a imprigionare ʿAbd al-Raḥmān ma questi si mise in salvo nella casa di sua sorella ʿĀʾisha, vedova del Profeta. Marwān tentò allora di calunniare ʿAbd al-Raḥmān citando il versetto 17 della Sūra XLVI
(Trad. di A. Bausani)
affermando falsamente che esso era stato rivelato per deprecare proprio ʿAbd al-Raḥmān.
Fu inumato alla Mecca. Non mancarono voci che indicarono nel califfo omayyade l'autore della sua morte, che sarebbe stata procurata col veleno.